# Lazzaroner

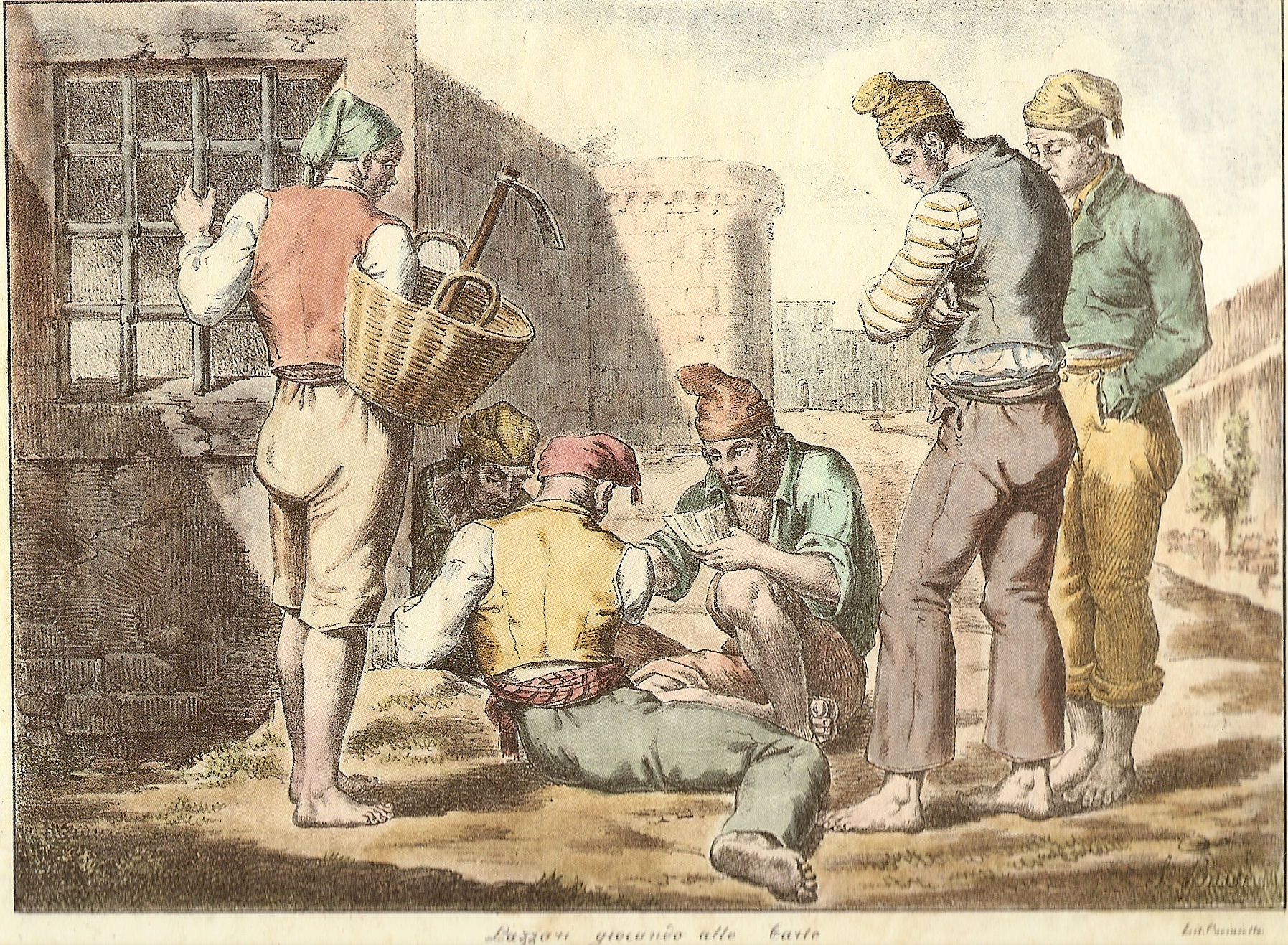
Lazzaroner

Lazzaroner (italienska lazzaroni, av Lazarus), gammalt namn för den fattigaste klassen av Neapels befolkning.
Namnet uppkom sannolikt under medeltiden med anledning av en utslagssjukdom, som man ansåg vara densamma, med vilken den i Luk. 16 omtalade tiggaren Lasarus var behäftad. Lazzaronerna har spelat en ej obetydlig roll i Neapels revolutioner och folkrörelser, till exempel 1647, då de under Masaniellos ledning gjorde uppror mot spanjorerna, och 1799, då de av regeringen upphetsades mot det liberala partiet. I nyare tid, företrädesvis efter bourbonernas fördrivande och Neapels förening med Italien, har lazzaronernas ställning betydligt förbättrats i moraliskt och ekonomiskt hänseende.